# 米村みゆき
米村 みゆき（よねむら みゆき）は、日本近代文学研究者。学位は、博士（文学）（名古屋大学・2002年）（学位論文「宮沢賢治・作家神話の形成と解体」）。専修大学文学部教授。日本アニメーション学会副会長。専門は日本近現代文学、アニメーション文化論。

## 略歴
愛知県名古屋市生まれ。南山大学外国語学部英米科卒業。アメリカ・カリフォルニア州立大学、韓国・延世大学校 韓国語学堂留学。
2002年名古屋大学大学院文学研究科博士課程修了、「宮沢賢治・作家神話の形成と解体」で博士（文学）の学位を取得。
2004年『宮澤賢治を作った男たち』で日本児童文学学会奨励賞受賞。金城学院大学非常勤講師、日本学術振興会特別研究員、甲南女子大学文学部専任講師を経て、2009年専修大学文学部准教授、2014年同教授。
吉田司の『宮澤賢治殺人事件』を受けて、賢治神話の生成過程を追った。その後は、宮崎駿のアニメーションなど、研究領域を広げている。

## 著書
- 『宮沢賢治を創った男たち』（青弓社） 2003
- 『ジブリの森へ 高畑勲・宮崎駿を読む』（編、森話社） 2003
- 『コレクション・モダン都市文化 第39巻 漫画』（編、ゆまに書房） 2008
- 『〈介護小説〉の風景 高齢社会と文学』（佐々木亜紀子共編、森話社） 2008
- 『ジェンダー×小説 ガイドブック 日本近現代文学の読み方』（飯田祐子, 小平麻衣子, 大串尚代, 木村朗子, 内藤千珠子, 米村みゆき他著、飯田祐子, 小平麻衣子共編、ひつじ書房） 2023　ISBN 978-4823411922